# Atherix apfelbecki
Atherix apfelbecki är en tvåvingeart som beskrevs av Gabriel Strobl 1902. Atherix apfelbecki ingår i släktet Atherix och familjen bäckflugor. Inga underarter finns listade i Catalogue of Life.